# Mystus leucophasis
Mystus leucophasis — рід риб з роду Mystus родини Bagridae ряду сомоподібні. Інші назви «чорний мистус», «сом-перевертень».

## Опис
Загальна довжина сягає 25 см. Голова коротка, широка. очі великі. Рот доволі широкий. Є 3 пари довгих вусів. Тулуб видовжений. Спинний плавець високий з шипом, основа цього плавця невеличка. Грудні та черевні плавці маленькі. Жировий плавець відносно довгий. Анальний плавець широкий, округлий. Хвостовий плавець розділено, верхня лопать подовжена, може бути до 3 см завдовжки.
Забарвлення чорне або оливково-зелене з розкиданими дрібними білими або сріблястими плямочками уздовж боків. Середні плямочки численні, з віком складається враження, що риба усіяна борошном.

## Спосіб життя
Воліє до чистої води. Зустрічається у річках зі спокійною течією та піщано-мулистим ґрунтом. Надзвичайно витривала риба. Вдень ховається під корчами або у гротах, де відпочиває догори дриґом. Активний вночі. Хижак. Живиться дрібними рибами, креветками, пуголовками.
Нерест груповий: 1 самець та декілька самиць. Мальки зростають доволі швидко.
Є об'єктом місцевого рибальства.

## Розповсюдження
Мешкає у водоймах М'янми.